# Hodinová věž (Mostar)
Hodinová věž (též známá pod názvem z turečtiny Sahat-kula) se nachází ve městě Mostar na jihu Bosny a Hercegoviny. Jedná se o kulturní památku a připomínku období turecké nadvlády nad Bosnou. 
Věž je čtvercového půdorysu. Vybudována byla z kamene, vznikla údajně přestavbou zvonice původního kostela sv. Lukáše. Vysoká je 16 metrů, její zdivo má šířku 75 cm. Uvnitř se nachází tři poschodí, spojená dřevěnými žebříky.
První písemný záznam o stavbě pochází z roku 1636. Podle některých zdrojů vznikla bez ohledu na existenci předchozího kostela, a to z nařízení Ibrahima Šariće, který se zasloužil o její výstavbu. Věž sloužila svému původnímu účelu až do roku 1921, v roce 1981 byla rekonstruována. Během války v 90. letech byla drobně poškozena, především střecha a hodinový stroj. Roku 1998 byla kompletně obnovena. 